# Cầu Phú Mỹ
Cầu Phú Mỹ là cây cầu dây văng lớn nhất Thành phố Hồ Chí Minh bắc qua sông Sài Gòn nối Quận 7 và thành phố Thủ Đức, nằm trên tuyến đường vành đai 2 (Thành phố Hồ Chí Minh). Tổng mức đầu tư 2.076 tỷ đồng. Cầu được khởi công ngày 9 tháng 9 năm 2005 và dự kiến hoàn thành cuối năm 2009. Tuy nhiên, công trình đã vượt tiến độ đến 4 tháng và đã khánh thành vào ngày 2 tháng 9 năm 2009. Đây là cây cầu dây văng có 6 làn xe, kết nối Khu đô thị mới Thủ Thiêm và Khu đô thị Phú Mỹ Hưng, nối Quận 7 với thành phố Thủ Đức. Cầu cũng giúp việc lưu thông trên Quốc lộ 1 đoạn từ miền Bắc và miền Trung đi Đồng bằng sông Cửu Long đi qua địa phận Thành phố Hồ Chí Minh được rút ngắn, sau khi cầu Phú Mỹ và các đường vành đai nối đến cầu hoàn thành sẽ góp phần làm giảm sự quá tải cho hệ thống giao thông đường bộ ở Thành phố Hồ Chí Minh, khi ấy các xe tải loại lớn và xe container sẽ không chạy trong nội thành nữa, góp phần vào việc giảm ô nhiễm cho nội thành. Cầu Phú Mỹ không chỉ là một công trình trọng điểm của Việt Nam, mà còn là công trình cầu dây văng hiện đại nhất Việt Nam. Hiện đại ở đây là phần kỹ thuật dây văng, trên thế giới chỉ có vài cây cầu như thế.

## Các thông số chủ yếu

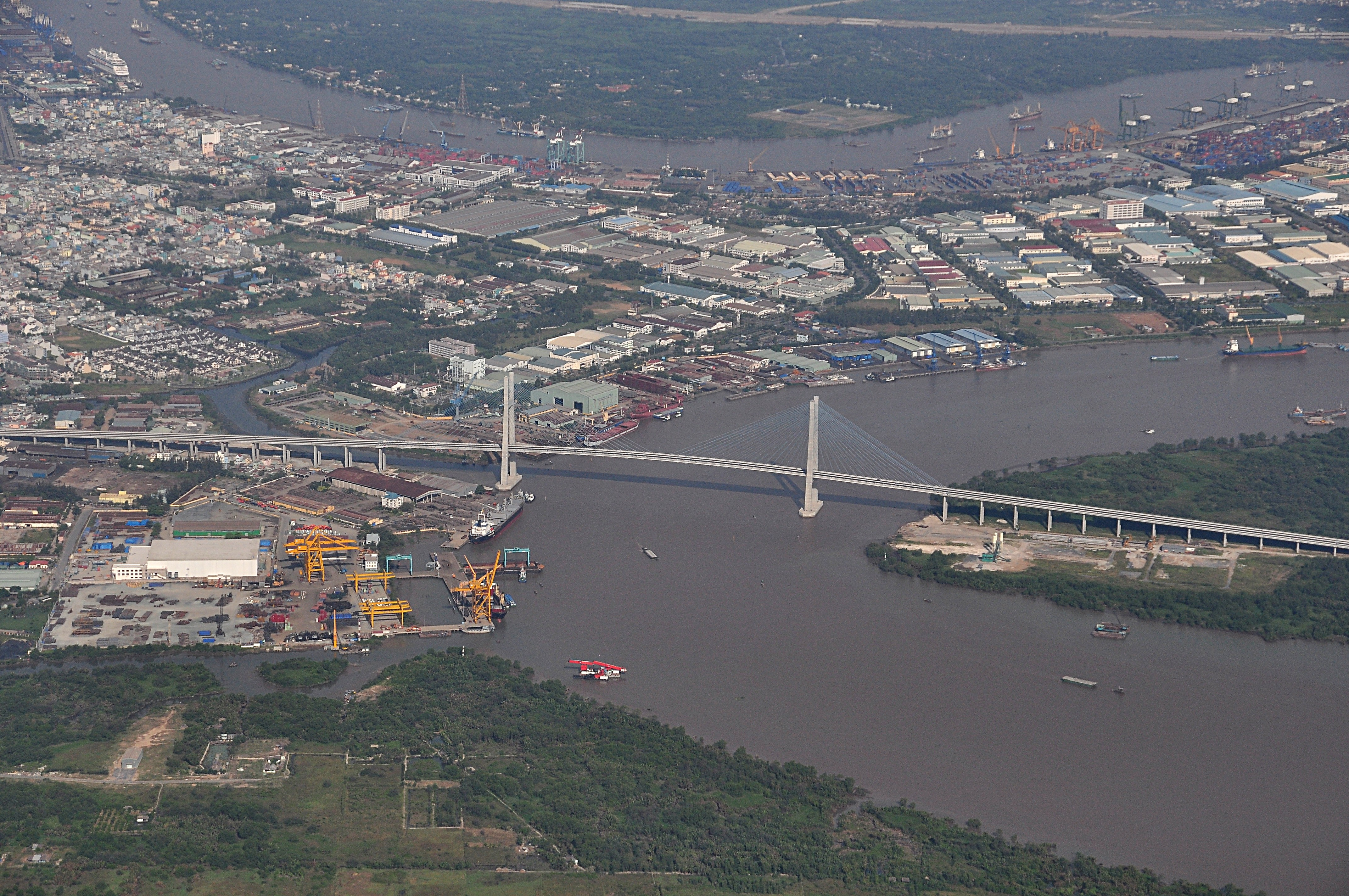
Hình ảnh chụp từ Trên cao

- Chiều dài: hơn 2000m, không kể đường dẫn.
- Chiều rộng: 27,5 m, có 4 làn xe cơ giới, hai làn xe thô sơ.
- Một khoang thông thuyền rộng 200 m, tĩnh không 45 m.
- Cầu có thể cho phép 100.000 lượt xe lưu thông qua cầu mỗi ngày
- Công trình do nhà thầu Bilfinger Berger (Đức), tổng thầu của dự án, cùng với các nhà thầu khác là Baulderstone Hornibrook (Úc), Freyssinet International et Companie và Arcadis (Pháp) thi công.

## Chương trình bắn pháo hoa
Ngày 2/9/2009, TPHCM đã bắn pháo hoa tầm thấp trên Cầu Phú Mỹ mừng khánh thành, nhân kỷ niệm 64 năm ngày Quốc khánh nước CHXHCN Việt Nam (2/9/1945 - 2/9/2009), sau đó ngày 27/12/2009, TPHCM cũng đã bắn pháo hoa tầm thấp mừng năm mới 2010 với màn đếm ngược trên cầu Phú Mỹ.